# جغرافیای استرالیا
استرالیا تنها کشوری است که تمام یک قاره را در بر می‌گیرد و یکی از بزرگ‌ترین کشورهای دنیا است. اگرچه این کشور منابع طبیعی فراوانی دارد و زمین‌های حاصلخیز زیادی در اختیار دارد اما بیش از یک‌سوم آن بیابان است. بیشتر شهرها و مزارع استرالیا در جنوب غربی و جنوب شرقی کشور قرار دارند، جایی که آب و هوا مناسب‌تر است. جنگل‌های بارانی انبوهی در شمال شرقی کشور وجود دارد. مناطق دورافتاده استرالیا که شامل بزرگ‌ترین بیابان‌های کشور می‌شود، دارای دماهای شدید، آب کم و تقریباً بدون پوشش گیاهی است. در اطراف لبه شرقی و جنوب شرقی استرالیا، رشته‌کوه بزرگ تقسیم‌کننده قرار دارد که طول آن ۳۷۰۰ کیلومتر است و آب را به رودخانه‌های مهم استرالیا و حوضه آب‌های زیرزمینی بزرگ آرتزین، بزرگ‌ترین منبع آب زیرزمینی جهان، هدایت می‌کند.
استرالیا کوچک‌ترین قاره و یکی از بزرگ‌ترین کشورهای جهان است که بین اقیانوس‌های آرام و هند در نیم‌کره جنوبی قرار دارد. پایتخت آن کانبرا است که در جنوب‌شرق، بین دو شهر مهم اقتصادی و فرهنگی سیدنی و ملبورن قرار دارد. استرالیا از غرب به شرق حدود ۴۰۰۰ کیلومتر و از شمال‌شرق تا جنوب‌شرق نزدیک به ۳۲۰۰ کیلومتر امتداد دارد. این کشور از اندونزی در شمال‌غرب با دریاهای تیمور و آرافورا، از پاپوآ گینه نو با دریاچه مرجانی و تنگه تورس، از جزایر دریاچه مرجانی با صخره بزرگ مرجانی، از نیوزیلند با دریای تاسمان و از جنوب با قطب جنوب از طریق اقیانوس هند جدا می‌شود.
استرالیا به عنوان «قدیمی‌ترین قاره» و «آخرین مرز» شناخته می‌شود. این قاره در مقایسه با دیگر قاره‌ها به دلیل قدمت زمین‌شناسی‌اش جالب توجه است. تاریخ‌نگاری استرالیا نشان می‌دهد که این قاره هزاران سال پیش توسط بومیان از آسیا کشف شده بود و این در حالی است که اروپایی‌ها تنها در اواخر قرن ۱۸ به این سرزمین رسیدند. بومیان استرالیا که بیشتر شکارچی و گردآورنده بودند، زمین را با استفاده از آتش تغییر داده و ساکنانی نیمه‌مستقر در مکان‌های مناسب ایجاد کرده بودند. این سرزمین از نظر جغرافیایی به دلیل انزوا، ویژگی‌های طبیعی کم‌ارتفاع و خشک‌سالی سطح وسیع آن شناخته می‌شود. منطقه دورافتاده استرالیا که به «آوت‌بک» معروف است، نماد استقلال و قدرت این کشور است.
استرالیا کشوری است با مناظری که از خشک‌ترین و قدیمی‌ترین مناظر جهان به‌شمار می‌روند و از نظر ارتفاع، کم‌ترین و مسطح‌ترین قاره جهان است. با این حال، رشته‌کوه‌هایی مانند رشته‌کوه‌های هامرلی، مک‌دونل و ماسگریو در غرب کشور و همچنین رشته‌کوه‌های شرقی (رشته‌کوه بزرگ تقسیم‌کننده) که بلندترین رشته‌کوه استرالیا و سومین رشته‌کوه بلند جهان است، در این کشور قرار دارند. در مرکز کشور، کوهستان مشهور اولورو (آیرز راک) قرار دارد. سواحل شرقی استرالیا دارای جنگل‌های معتدل، بارش باران زیاد و تنوع زیاد گیاهی و حیوانی است و بیشترین جمعیت انسانی در این منطقه سکونت دارند. نیمی از غرب کشور توسط یک فلات بیابانی اشغال شده که به تپه‌های خشک و بی‌حاصل تبدیل می‌شود.
استرالیا که همچون جزیره‌ای بزرگ در اقیانوس آرام واقع شده، از نظر زمین‌شناسی کهنترین خشکی جهان به‌شمار می‌آید. استرالیا اقیانوس آرام جنوبی را از اقیانوس هند جدا می‌کند. درازای سرزمین اصلی از شمال تا جنوب ۳۱۳۵ کیلومتر و پهنای آن از شرق به غرب ۳۷۸۲ کیلومتر است. استرالیا ۲۵٬۷۶۰ کیلومتر مرز دارد که تماماً مرز آبی است.
استرالیا ۶/۷ میلیون کیلومتر مربع مساحت، کوچک‌ترین قاره جهان به حساب می‌آید. استرالیا سرزمینی تقریباً هموار است. ناحیه غربی آن را فلات غربی استرالیا و شرق آن را رشته کوه‌های جداکننده تشکیل می‌دهد و بین این دو، سرزمین پست و همواری قرار گرفته که بیشتر آن خشک و خالی از سکنه است. بلندترین نقطه استرالیا قله‌ای در کوهستان برفی است که ۲۲۲۸ متر ارتفاع دارد و پست‌ترین نقطه آن ۱۵- متر است که در دریاچه اِیر قرار دارد. بلندترین رودخانه استرالیا رود دارلینگ است که بیش از دو هزار و هفتصد کیلومتر طول دارد. این رود با پیوستن به رود ماری که دومین رود بزرگ استرالیاست در نهایت در جنوب ویکتوریا به اقیانوس منجمد جنوبی می‌ریزد. پایتخت استرالیا شهر کانبرا است و شهرهای بزرگ آن عبارت‌اند از سیدنی، ملبورن، بریزبِن، پرت، آدلاید و تانزویل.

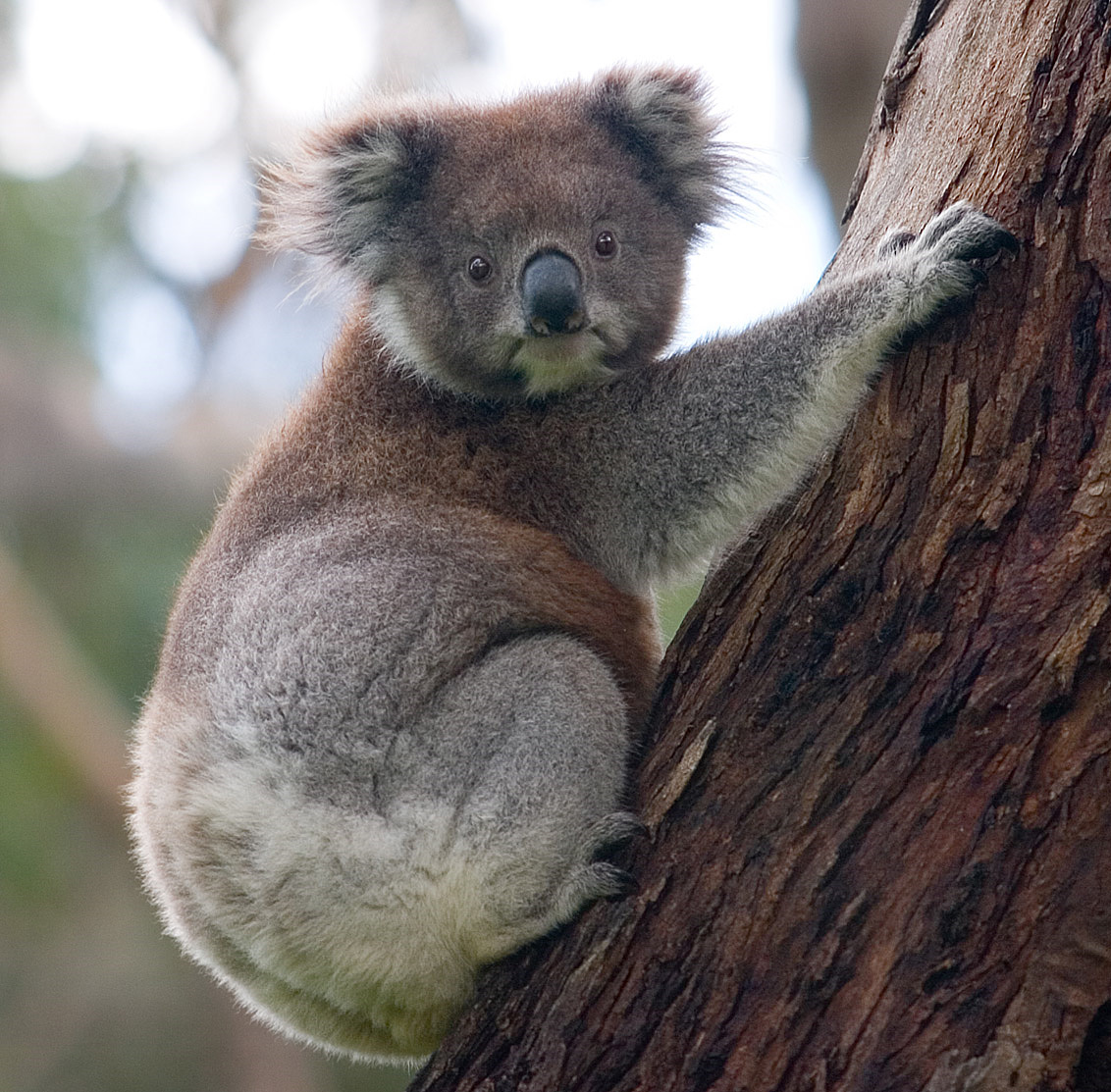
یک کوآلا و اکالیپتوس بخشی از نماد محیط زیست استرالیا

کشور استرالیا با داشتن ۷۵۵ گونه متنوع‌ترین کشور در دنیا از لحاظ زیست‌بوم است.

### جغرافیای سیاسی
استرالیا از شش ایالت و دو سرزمین یا قلمرو (territory) تشکیل شده است که اختیاراتشان کمتر از ایالت‌هاست. ایالت‌ها و قلمروهای استرالیا عبارت‌اند از:
1. نیو ساوت ولز (NSW) یا ولز جنوبی جدید که مرکز آن سیدنی است.
2. کوئینزلند (QLD) که مرکز آن بریزبن می‌باشد.
3. استرالیای جنوبی (SA) با مرکزیت آدلاید.
4. تاسمانی (TAS) که جزیره‌ای است در جنوب شرقی سرزمین اصلی و مرکز آن هوبارت می‌باشد.
5. ایالت ویکتوریا (VIC) که مرکز آن ملبورن است.
6. استرالیای غربی (WA) که مرکز آن پرت می‌باشد.
7. قلمرو سرزمین شمالی (NT) مرکز آن داروین است.
8. سرزمین پایتخت استرالیا (ACT) مشتمل بر شهر کانبرا و اطراف آن.

## زمین‌شناسی

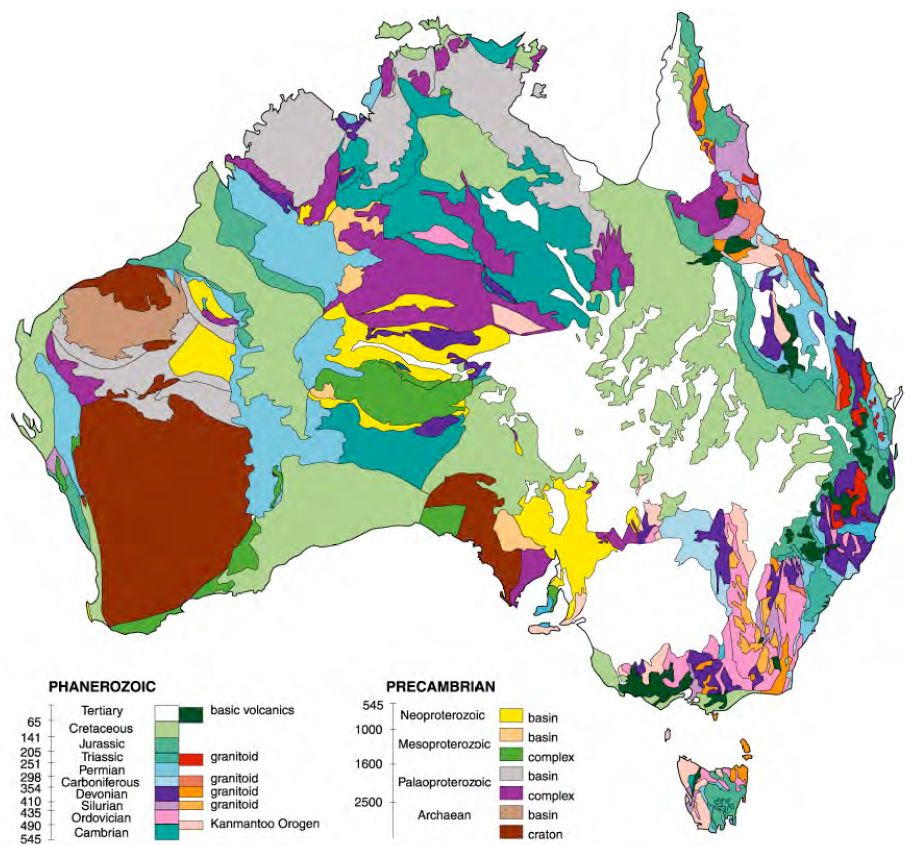
مناطق زمین‌شناسی عمومی استرالیا، با پایه قدمت.

استرالیا پست‌ترین، مسطح‌ترین و قدیمی‌ترین خشکی بر روی زمین است و سابقه زمین‌شناختی نسبتاً پایداری داشته است. نیروهای زمین‌شناسی مانند فشار صفحه‌های قاره‌ای منجر به پیدایش رشته‌کوه‌ها و درگیری بین صفحات تکتونیکی عمدتاً در اوایل دوران پیشاتاریخ استرالیا، زمانی که هنوز بخشی از گوندوانا بود، رخ داده است.
بلندترین قله استرالیا کوه کازیسکو تنها ۲۲۲۸ متر ارتفاع دارد که در مقایسه با بلندترین کوه‌های قاره‌های دیگر نسبتاً کم است.
گمان بر این است که بین ۱۰٪ تا ۲۰٪ از چشم‌اندازهای امروزی استرالیا در دوره میانه‌زیستی، زمانی که این قاره بخشی از گندوانا بود، شکل گرفته است. استرالیا در وسط یک صفحه تکتونیکی واقع شده است، بنابراین در حال حاضر هیچ آتشفشان فعالی ندارد. زمین‌لرزه‌های جزئی که هیچ خسارتی ندارند به‌طور مکرر اتفاق می‌افتد، در حالی که زمین‌لرزه‌های بزرگ با بزرگای بیش از ۶ ریشتر به‌طور متوسط هر پنج سال یک‌بار رخ می‌دهد. سطح زمین آن بیشتر فلات کم‌ارتفاع است، با بیابان‌ها، چراگاه‌ها و دشتی حاصلخیز در جنوب شرقی.
تاسمانی و آلپ استرالیا فاقد هرگونه میدان یخچالی یا یخچال طبیعی است، گرچه ممکن است این موارد در گذشته وجود داشته بوده باشد. سد بزرگ مرجانی، که به مراتب از همه مجموعه صخره‌های مرجانی جهان گسترده‌تر است در فاصله کمی از کرانه شمال شرقی استرالیا واقع شده است.

## آب‌شناسی
بیشتر درون‌بوم استرالیا خشک است. میانگین کم بارندگی سالانه و دماهای بالا باعث می‌شود رودخانه‌های داخلی کشور اغلب خشک و دریاچه‌های آن تهی از آب باشند. سرچشمه برخی آبراه‌ها در مناطق گرمسیری واقع شده است که باران‌های تابستانی میزان آب‌دهی زیادی ایجاد می‌کنند. سیلاب‌های ناگهانی به شدت محیط خشک منطقه را تغییر می‌دهد؛ بنابراین محیط زیست استرالیای مرکزی ناچار شده است خود را با چرخه خشک و خیس شدید سازگار کند.
حوضه آرتزین بزرگ که بزرگ‌ترین و عمیق‌ترین حوضه آرتزینی جهان است منبع مهم آب استرالیا به‌شمار می‌آید. دسترسی به آب سفره‌های زیرزمینی این حوضه منجر به گسترش چرا در مناطقی شده است که قبلاً برای دام‌داری خیلی خشک بودند.
شهرها و شهرک‌های سراسر کشور گاهی با بحران‌های عمده ذخیره‌سازی و استفاده از آب روبرو هستند که در آن دوره‌ها محدودیت‌ها و تدابیر دیگری برای کاهش مصرف آب در پیش گرفته می‌شود. محدودیت‌های استفاده از آب بر اساس جدولی از استفاده‌ها اعمال می‌شود که با بدتر شدن اوضاع یک یه یک ممنوع می‌شوند.
در استرالیا به دریاچه‌های طوقی که در امتداد مسیر رودخانه‌های پر پیچ و خم شکل می‌گیرند بیلابونگ گفته می‌شود. در یک مقایسه جهانی از نظر ارتفاع، آبشارهای استرالیا نسبتاً ناچیز هستند، و بلندترین آن ا در رتبه ۱۳۵ جهانی قرار دارد.

## آب‌وهوا

نقشه آب‌وهوایی استرالیا.

آب‌وهوای استرالیا بسته به منطقه متغیر است. در مناطق مرکزی و غربی، آب‌وهوا بیابانی است، در سواحل شرقی و جنوب‌شرقی آب‌وهوای اقیانوسی، در سواحل شمالی آب‌وهوای موسمی، در سواحل جنوب‌غربی آب‌وهوای مدیترانه‌ای و در مناطق میانه، آب‌وهوای نیمه‌خشک وجود دارد. این کشور چهار فصل دارد و مناطق استوایی شمال کشور فصلی مرطوب و خشک دارند. دما در شمال کشور بیشتر از جنوب است.
در ایالت‌های مختلف، شرایط دمایی متفاوت است. به‌طور مثال، در ویکتوریا، دمای تابستان به حدود ۲۴ درجه سانتی‌گراد می‌رسد و در زمستان به ۱۳ تا ۱۶ درجه سانتی‌گراد کاهش می‌یابد. در بریزبن دما در تابستان به ۲۹ درجه و در زمستان به ۲۰ درجه می‌رسد. در داروین دو فصل مرطوب و خشک وجود دارد و دما در طول سال به‌طور معمول ۳۰ درجه سانتی‌گراد است. همچنین در هوبارت، دمای تابستان حدود ۲۰ درجه سانتی‌گراد و در زمستان به ۱۳ درجه کاهش می‌یابد.
بیشتر سطح استرالیا خشک یا نیمه‌خشک است. بیابان‌های اصلی دارای نام، در مجموع ۱۸ درصد از خاک اصلی استرالیا را دربر گرفته‌اند، اما مناطق بسیار دیگری نیز به خاطر بارندگی کم و دمای زیاد دارای آب و هوای کویری هستند. فقط گوشه‌های جنوب شرقی و جنوب غربی کشور آب و هوای معتدل و خاکی به نسبت بارور دارند. قسمت شمالی استرالیا دارای آب و هوای گرمسیری است: بخشی از آن جنگل‌های بارانی گرمسیری است، بخشی دیگر چمنزار و بخشی دیگر بیابانی.
میزان بارندگی در کشور بسیار متغیر است و خشکسالی‌های مکرر چندین فصل به طول می‌انجامند. تصور می‌شود بخشی از دلیل این خشکسالی‌ها ناشی از نوسان جنوبی ال‌نینو باشد. گاهی توفان گرد و غبار منطقه یا حتی چندین ایالت را در خود می‌گیرد و گاه گردباد بزرگ نیز رخ می‌دهند. افزایش سطح شوری و بیابان‌زایی در برخی مناطق محیط زیست را به نابودی کشانده است.
موقعیت گرمسیری/نیمه‌گرمسیری استرالیا و آب‌های سرد اقیانوس در کرانه‌های غربی، بیشتر غرب استرالیا را به بیابانی گرم و خشک تبدیل کرده است که یکی از ویژگی‌های بارز قسمت اعظم این قاره است. این آب‌های سرد رطوبت کمی را برای سرزمین اصلی استرالیا تولید می‌کنند. ناحیه صحرای استرالیا موسوم به آوت‌بَک، ۷۰ درصد قاره استرالیا را پوشش می‌دهد.

## جمعیت
جمعیت استرالیا به سرشماری ژوئیه ۲۰۰۸ ۲۰٬۰۰۷٬۳۱۰ نفر بوده است. و با تراکم نسبی ۶/۲ نفر در هر کیلومتر مربع، یکی از پایین‌ترین ارقام میزان تراکم در جهان را دارا می‌باشد. کرانه جنوب شرق این کشور تراکم جمعیتی بیشتری نسبت به سایر نقاط دارد. یک سوم جمعیت کشور در ایالت نیو ساوت ولز و یک چهارم دیگر در ایالت ویکتوریا به سر می‌برند. میانگین نرخ رشد جمعیت در سال ۱/۲۲۱ است و تقریباً در هر دو دقیقه یک نوزاد جدید در این کشور متولد می‌شود.
بومیان استرالیا حدود نیم میلیون نفر تخمین زده شده‌اند که دو و نیم درصد جمعیت کل کشور را تشکیل می‌دهند.

## نگارخانه

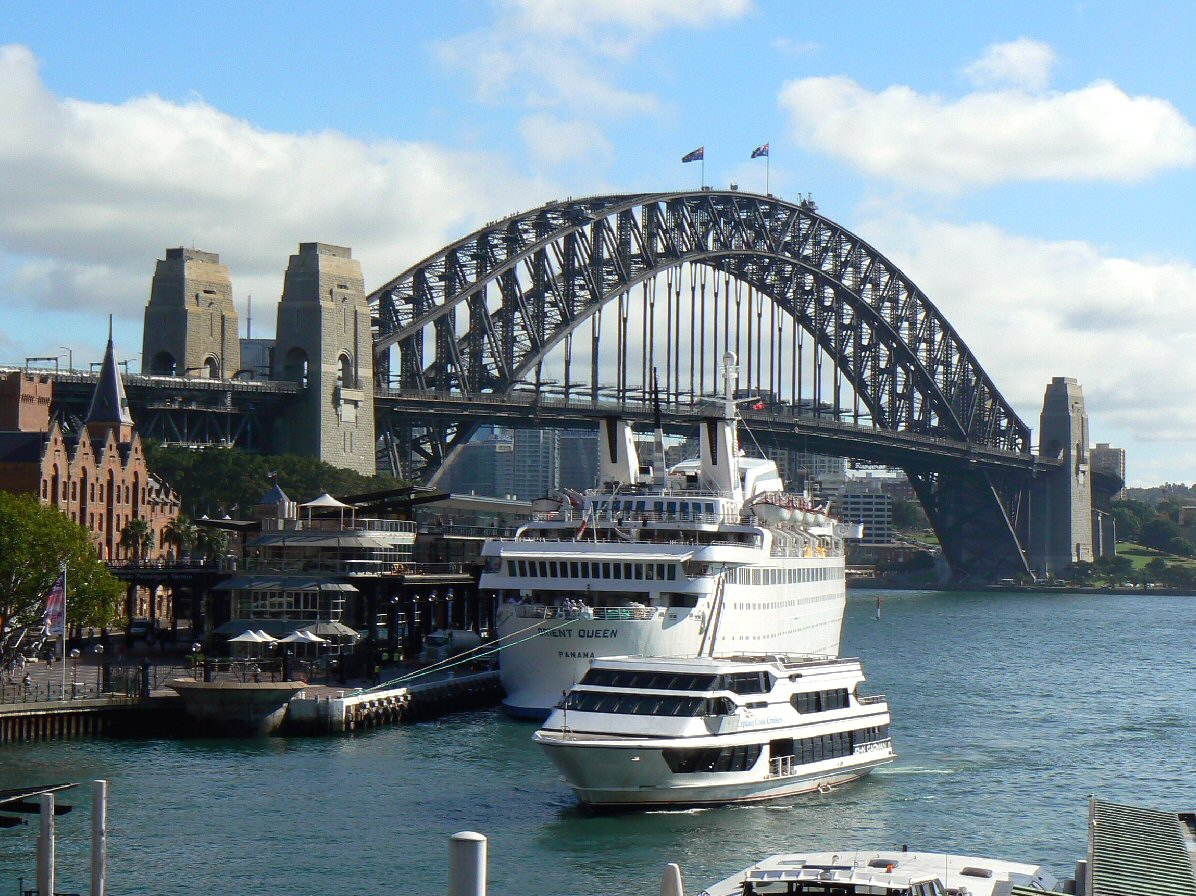
سیدنی ۴٬۲۹۳٬۱۰۰
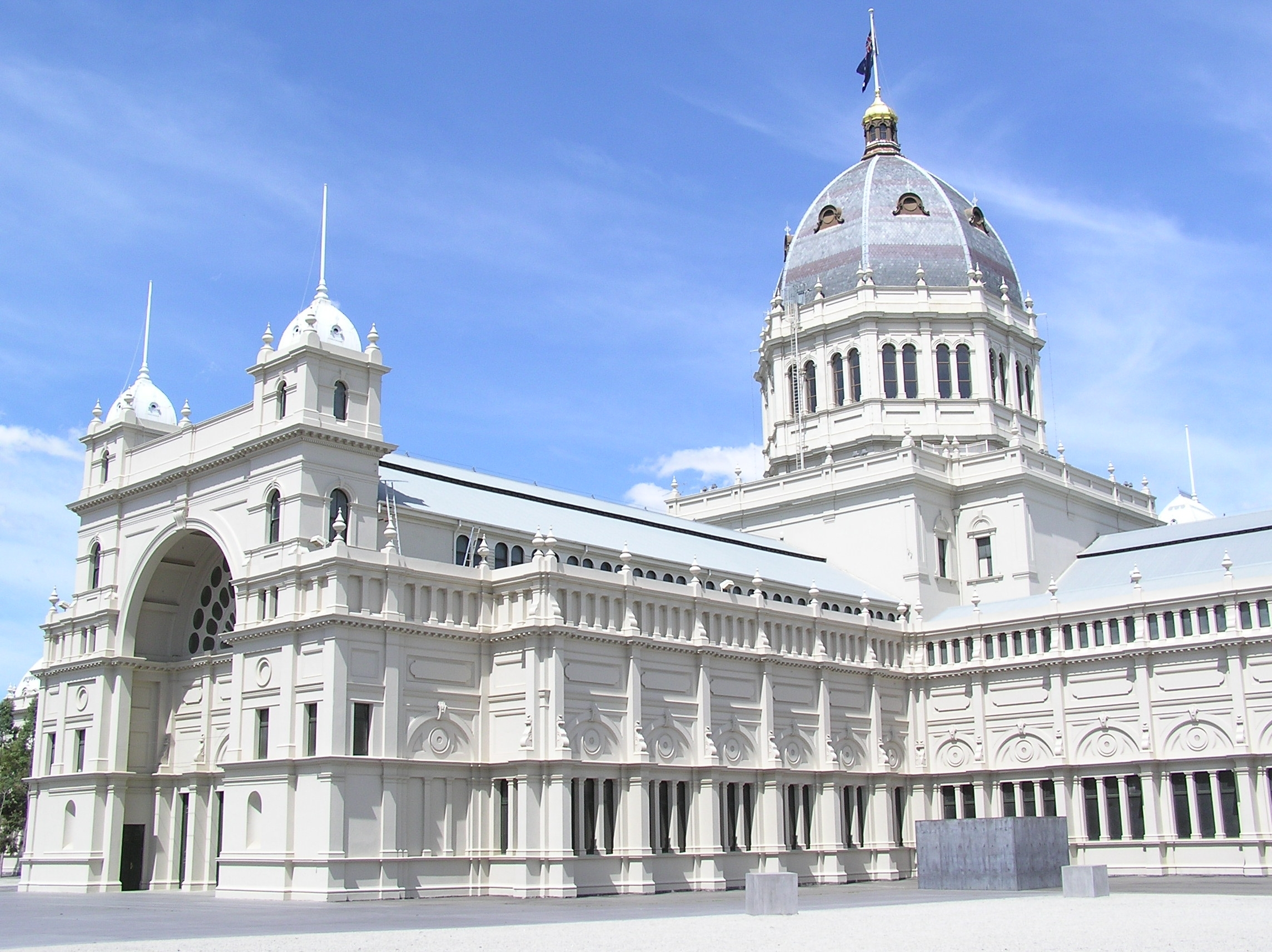
ملبورن ۳٬۷۰۰٬۰۰۰
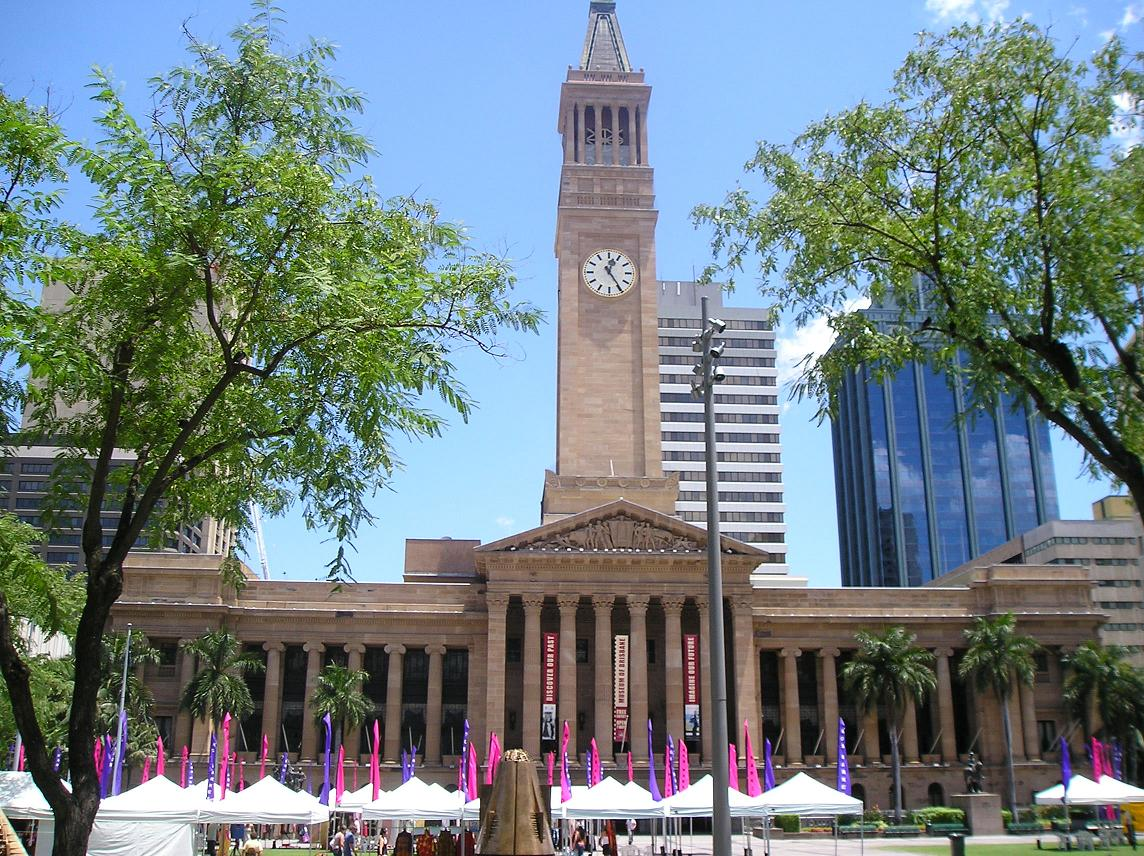
بریزبن ۱٬۸۲۰٬۴۰۰
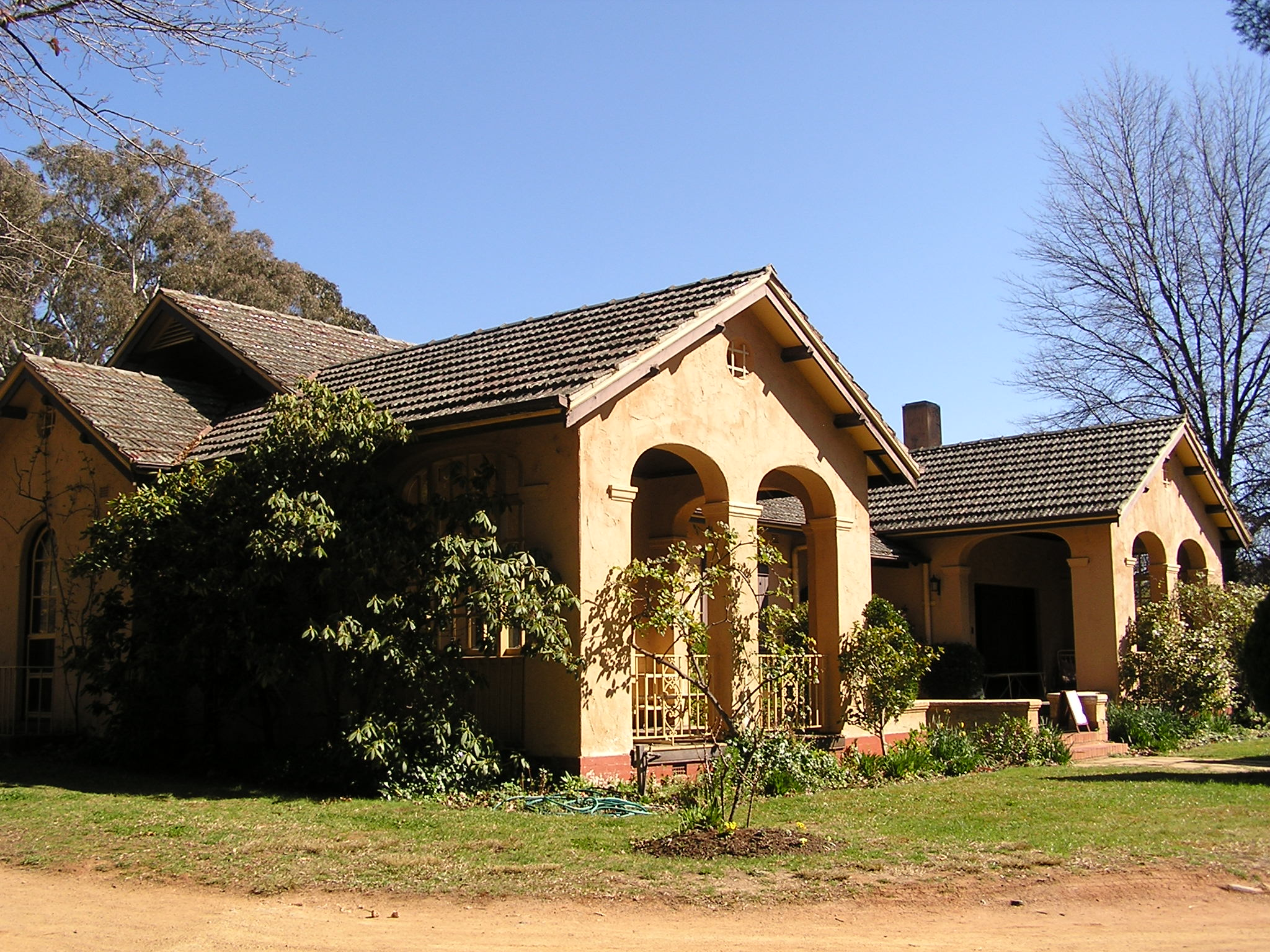
کانبرا
۳۳۲٬۷۹۸